# تاريخ رومانيا
يغطي هذا المقال تاريخ رومانيا والمقالات المتعلقة والروابط لمقالات متخصصة أخرى.

## ما قبل التاريخ

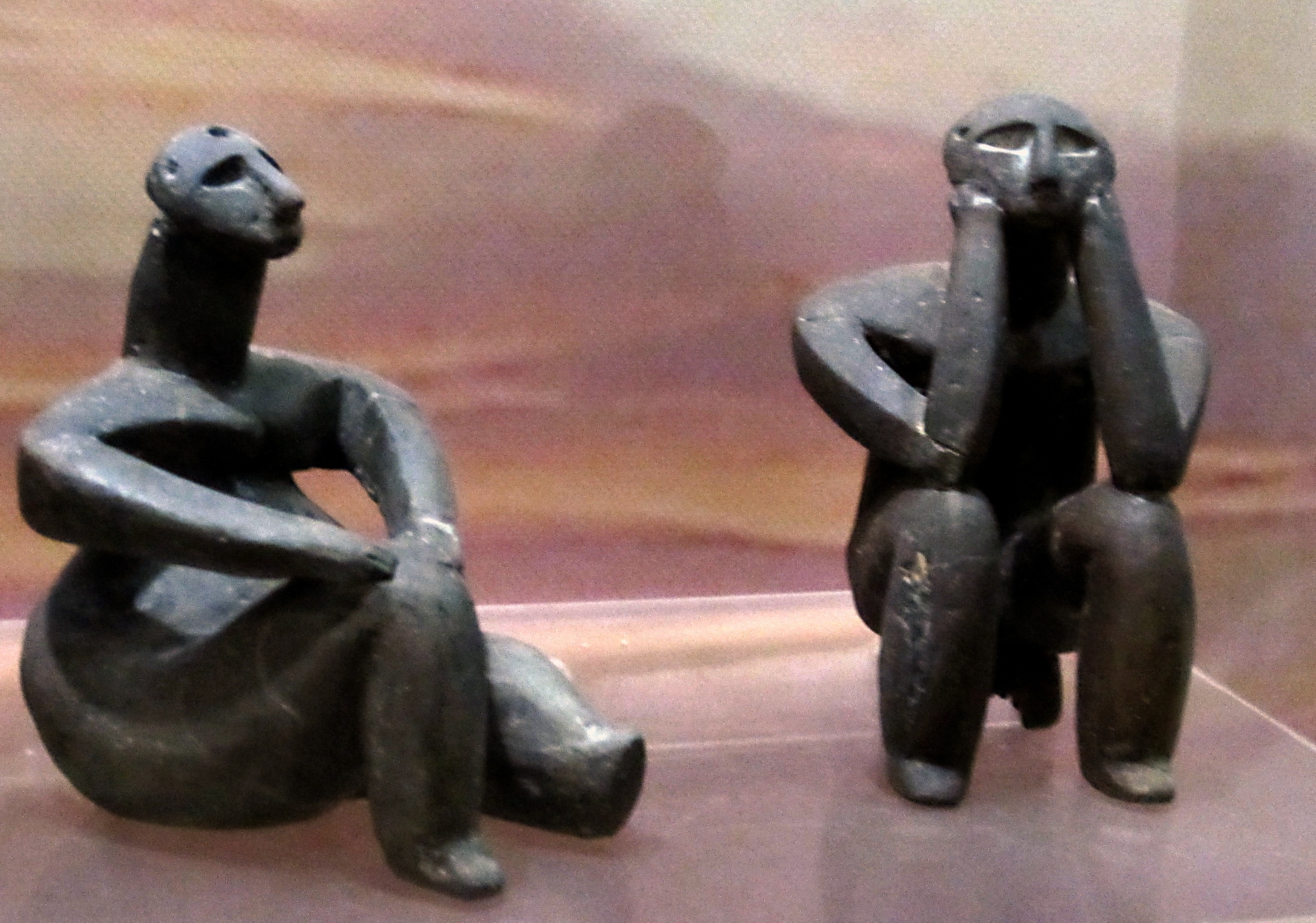
ثقافة هامانجيا في رومانيا: إرث من العصر النحاسي معروض في متحف كونستانتسا

اكتشفت بقايا بشرية يبلغ عمرها 34,950 سنة تعود للإنسان العاقل وعلى الأرجح للنياندرتال في رومانيا الحالية عندما عُثر في عام 2002 على كهف به عظام. في عام 2011، تم التعرف على بقايا بشرية حديثة أقدم في المملكة المتحدة عثر عليها في كهف كينتس يعود تاريخها من 41500 إلى 44200 سنة، وفي إيطاليا في كهف كافالو ويعود تاريخها من 43000 إلى 45000 سنة). لكن الأحافير التي عثر عليها في رومانيا لا تزال من بين أقدم بقايا الإنسان العاقل في أوروبا، لذلك قد تشير لأوائل الأشخاص الذين دخلوا أوروبا. تمثل هذه البقايا مزيجًا من السمات المورفولوجية القديمة وبدايات الإنسان الحديث والنياندرتال.
تعد منطقة كوكوتيني (التي تعود إلى العصر الحجري الحديث والواقعة في شمال شرق رومانيا) المنطقة الغربية لأقدم الحضارات الأوروبية وهي حضارة كيوكوتيني، أقدم استخدام معروف للملح عثر عليه في منطقة تدعى بويانا سلاتيني بالقرب من قرية لونكا [الإنجليزية]، إذ استخدم لأول مرة في أوائل العصر الحجري الحديث حوالي سنة 6050 قبل الميلاد من قبل حضارة ستارتشيفو ولاحقًا من قبل حضارة كيوكوتيني في فترة ما قبل كوكوتيني. تشير الدلائل المستمدة من هذا الموقع وغيره من المواقع إلى أن حضارة كيوكوتيني عرفت استخراج الملح من مياه الينابيع المحملة بالملح عن طريق استخدام الفخار الخشن [الإنجليزية].

## داتشيا
ذُكر أقدم دليل مكتوب على استيطان البشر لأراضي رومانيا الحالية في الجزء الرابع من كتاب (التاريخ) لهيرودوت والذي كتب في عام 440 قبل الميلاد؛ ذكر هيرودوت أن الاتحاد القبلي / الكونفدرالي لشعوب الغيتيون قد هُزم من قبل الإمبراطور الفارسي دارايوس الكبير خلال حملته ضد السكوثيون. كان الداتشيون الذين اندمجوا على نطاق واسع مع شعوب الغيتيون قد وصفوا سابقًا من قبل الإغريق بأنهم فرع من التراقيين الذين سكنوا منطقة داتشيا، والتي تقع أراضيها اليوم في رومانيا ومولدوفا وشمال بلغاريا والدول المحيطة.

داتشيا الرومانية

وصلت مملكة داتشيا إلى أقصى اتساع لها في عهد الملك بوريبيستا بين 82 قبل الميلاد و 44 قبل الميلاد، وتحت قيادته أصبحت داتشيا دولة قوية تهدد المصالح الإقليمية للرومان. كان يوليوس قيصر يعتزم بدء حملة ضد الداتشيين بسبب الدعم الذي قدمه الملك بوريبيستا (ملك قبائل الغيتيون والداتشيون) لبومبيوس الكبير لكن هذا الأخير اغتيل في عام 44 قبل الميلاد. بعد بضعة أشهر اغتيل بوريبيستا على يد نبلاءه. تشير نظرية أخرى إلى أنه قُتل على يد أصدقاء يوليوس قيصر. قُسمت دولة الملك بوريبيستا القوية إلى أربعة أقسام ولم يتم توحيدها حتى عام 95 بعد الميلاد في عهد الملك الداتشاني ديسيبالوس.
غزت الإمبراطورية الرومانية منطقة مويسيا بحلول عام 29 قبل الميلاد ووصلت إلى نهر الدانوب. في عام 87 بعد الميلاد أرسل الإمبراطور دوميتيان ستة فيالق إلى داتشيا، والتي هُزمت في الحرب الرومانية الداتشية. هزم الإمبراطور تراجان الداتشيين في نهاية المطاف في حملتين استمرت من 101 إلى 106 بعد الميلاد، وتحولت المنطقة الوسطى من مملكتهم إلى مقاطعة داتشيا الرومانية.

### داتشيا الرومانية (106-275) بعد الميلاد
استغل الرومان وجود المواد الخام الغنية من داتشيا، كان الذهب والفضة متوفرين بشكل خاص، وعثر عليهما بكميات كبيرة في منطقة جبال الكاربات الرومانية الغربية. بعد غزو تراجان أُخذ إلى روما أكثر من 165 طناً من الذهب و 330 طناً من الفضة. استعمر الرومان المقاطعة على نطاق واسع، فبدأ عصر الكتابة بالحروف اللاتينية بشكل مكثف، وأدت اللغة اللاتينية العامية إلى ظهور اللغة الرومانية العامية [الإنجليزية].
موقع داتشيا الجغرافي جعل من الصعب الدفاع عنها ضد غزو البرابرة، وخلال 240عام -256 تعرضت داتشيا إلى هجمات من قبل شعوب كاربي [الإنجليزية] والقوط. انسحبت الإمبراطورية الرومانية من داتشيا الرومانية حوالي عام 271 بعد الميلاد، مما جعلها أول مقاطعة يتم التخلي عنها.

## رومانيا في العصور الوسطى
في نهاية القرن السابع عشر هنغاريا وأمارة ترانسيلفانيا أصبحوا جزء من الإمبراطورية النمساوية المجرية. وفي عام 1718 أنضمت أولتينيا وهي جزء مهم من الأراضي الرومانية إلى الإمبراطورية النمساوية المجرية.

## الصحوة الوطنية في رومانيا
أحرزت الحركة القومية في صربيا نجاحاً جزئياً يإقامة حكومة ذاتية والتخلص من الإدارة العثمانية، وكيف أن الحركة القومية في اليونان نجحت أيضاً في التخلص من الحكم العثماني وإقامة دولة مستقلة بحماية دولية بعد أن تحمل الفلاحون في هذين البلدين عبء معارك الثورة والقتال من أجل الاستقلال. أما الحركة القومية في إمارتي الدانوب (ولاخيا (بالعربية: الأفلاق) ومولدوفا (بالعربية: البغدان) فقد اختلفت عن الحركة في الصرب واليونان رغم وجود بعض أوجه الشبه بين ذلك أن هاتين الإمارتين كانتا قد حققتا تطوراً ملحوظاً سياسياً واقتصادياً في نهاية القرن الثامن عشر كما سبقت الإشارة.
ففي القرن الثامن عشر كانت الإمارتين تحت حكم مسيحي ولكن من قبل يونانيين من منطقة الفنار حول استانبول والمعروفون بالفنارين، وبالتالي فإن الحكومة العثمانية لم تحكم الإمارتين بشكل مباشر لأن هؤلاء اليونانيين الفناريين يحكمون باسم السلطان. وعلى هذا كانت أول خطوة في الحركة القومية في الإمارتين هي العمل على التخلص من حكم أولئك اليونانيين الأجانب كجزء من النضال ضد السيادة العثمانية. وثانياً لم يكن بالإمارتين طبقة من المسلمين ملاك التيمارات الكبيرة أو الجفالك، وإنما كان بها أرستقراطية محلية من النبلاء الإقطاعيين (البويار) الذين كانوا في وضع سياسي قوي ليس لأنهم يمثلون زعامات طبيعية للبلاد، ولكن لأنه كان بإمكانهم الإفادة بشكل هائل من التطورات الاقتصادية في أوروبا آنذاك.
كانت إمارتا الدانوب أو البلاد الرومانية تمثل مصدراً للمواد الطبيعية اللازمة لتوسيع آفاق الإنتاج في الدول الصناعية الغربية مثلما كان حال بولندا والمجر وبروسيا وروسيا، ذلك أن التربة في الإمارتين ملائمة جداً لزراعة الحبوب للتصدير على نطاق واسع بعكس أراضي البلقان الأخرى. ولهذا وبناء على هذه الظروف كان من مصلحة أي نبيل إقطاعي أن يحوز أكبر مساحة ممكنة من الأراضي الزراعية وأن يضمن قوة أيدي عاملة من الفلاحين تحت يده، وفي القوت نفسه كان أي فلاح يسعى لكي يحوز أي قطعة أرض تكون تحت تصرفه حتى يتحرر من الالتزامات الإقطاعية المفروضة عليه. ولهذا كانت هناك خصومة طبيعية بين طبقة الفلاحين وطبقة الإقطاعيين بسبب تناقض مصالح كل منهم.
وبالتالي لم يكن من المنتظر وجود اندماج بين الطبقتين في الحركة القومية عكس ما كان قائماً في بلاد اليونان والصرب ومن ثم فإن المراحل الرئيسية في تحقيق استقلال رومانيا ثامت على أساس المفاوضات الدبلوماسية وليس على معارك القتال ومن هنا كان فشل الثورة التي تزعمها في 1821 تيودرو فلاديميريشكو Vladimirescu, وكذا الثورة في ولاخيا في1848 اللتان كانت عنواناً على الانقسام بين الفلاحين والإقطاعيين.
وهناك اختلاف ثالث بين أحوال رومانيا وكل من الصرب واليونان راجع إلى الموقع الجغرافي لإمارتي الدانوب (رومانيا)، فلأنهما تقعان على الطريق إلى استانبول فقد كانتا مسرحاً لاحتلال روسي متكرر في سنوات 1711, 1736-1739, 1787-1792, 1806-1812, 1828-1834, 1849-1851, وأخيراً 1853-1854. وعلى هذا كان وجود جيوش أجنبية على أراضيهما عاملاً له أهمية حيوية في الحركة القومية بين الرومانيين، إلا أنها تسببت في جلب التدخل الخارجي في المنطقة، بل إن النمسا مارست إلى حد ما ضغوطاً على الرومانيين أثناء حرب القرم 1854-1857. ومن هنا فقد أجبر تصارع النمسا وروسيا على حدود الإمارتين الزعماء الرومانيين على الاعتماد على الدبلوماسية أكثر من الاعتماد على المعارك لتحقيق هدف الاستقلال، إذ لم يكونوا يرغبون في مقاومة جيرانهم الأكثر قوة كما لم يكونوا يريدون تحويل بلادهم إلى أرض معارك.
وبسبب تلك الملامح الفريدة لأوضاع البلاد الرومانية فمن الأفضل أن ندرس الحركة القومية هناك على فترتين، الأولى وتمتد حتى اشتعال حرب القرم في 1853, وهي موضوع هذا الفصل وقد تم خلالها التخلص من سيطرة اليونانيين الفنارين لتحل محلهم حماية روسية تغلغلت في كل مجالات حياة الرومانيين. أما الفترة الثانية فتبدأ من 1853 إلى 1878 وقد شهدت تحقيق الاستقلال الذي رافقه إيجاد موقف في البلقان سمح لحكومة رومانيا أن تقوم بدور التوازن بين القوى الكبرى.
على أن إحلال النفوذ الروسي في بلاد رومانيا محل النفوذ اليوناني-العثماني قد مر بعدة عمليات منذ أواخر القرن الثامن عشر وبناء على معاهدة كوتشك قينارجي، ذلك أن هذه المعاهدة التي حدت من مضايقات الحكم العثماني كانت خطوة أولى ف يمكاسب روسيا في الإمارتين، فقد نصت المادة 16 منها على الباب العالي يصدر أوامره بالعفو العام عن «رعاياه» الرومانيين الذين حاربوا في صفوف روسيا، وأن يعد با، يمارس المسيحيون شعائرهم الدينية في حرية، وأن يحدد الجزية المفروضة، فضلاً عن أن يكون لخوسبدار كل من الإمارتين وكيلاً في العاصمة إستنبول. والأهم من كل ذلك أنه أصبح بإمكان روسيا أن تتحدث باسم هاتين الإمارتين، وأن الحكومة العثمانية وعدت بالاستماع بقدر كبير من الاعتبار إلى صوت القوى الدولية. وفي 1779 وفي مؤتمر آينالي كاڤاك Aynali Kavak بشأن القرم تقرر أن يتم دفع الجزية كل عامين، وأن يكون لروسيا حق التدخل في شؤون الإمارتين حسب مقتضى الحال. وف يالعام التالي (1780) تم تعيين أول ممثل روسي لدى الإمارتين في بوخارست.
ولقد أصبحت الامتيازات الجديدة التي حصلت عليها الإمارتين حقيقة واقعة اتضحت في المراسيم التي أصدرتها الحكومة العثمانية. ففي عامي 1783, 1792 وافق الباب العالي على أن تقوم روسيا بتعيين ممثلين لها للتباحث بشأن الأعباء المالية المفروضة على الإمارتين. وفي 1784 صدر خط شريف يعترف بالآثار السلبية التي تنجم عن التغيير السريع لحكام الإمارتين وقرر أن خلع الأمراء الحكام أو عزلهم يكون فقط بسبب ارتكاب الجرائم. كما تقرر ألا تفرض أية أعباء جديدة على الإمارتين في المستقبل فيما عدا الجزية المقررة. وإذا احتاج الباب العالي أية مواد تموينية من أي منهما فعلية أن يشاريها بسعر السوق.
لكن هذه الشروط لم تنفذ أبداً أذ استمرت أساليب الإدارة الداخلية بالإمارتين طبقاً لما كان عليه الحال من قبل من حيث تغيير الحكام بشكل سريع. ففي خلال المدة من 1792-1802 تم تغيير حكام ولاشيا شأن الصرب وبلغاريا من هجمات بشفان اوغلو ومن حملات السلب والنهب التي كانت تشن من القلاع العثمانية على الدانوب.
ومن الملاحظ أن الأخطاء التي ارتكبها بشفان أوغلو من حيث تجريد الناس من أملاكهم وحرمانهم من حقوقهم أدت إلى وقوع أزمة أخرى في العلاقة بين الباب اعالي والإمارتين في عام 1802. وفي تلك الأثناء تمكن النبلاء (البويار) بتأييد من روسيا من استصدار خط شريف من السلطان يؤكد على امتيازاتهم السابقة وعلى استمرار سريانها. ومن ذلك أن تعيين خوسبدارية الإمارتين أصبح لمدة سبع سنوات متتالية من أجل الاستقرار، وعدم جواز عزلهم إلا في حالة ارتكاب جرائم وبموافقة روسيا ورضاها، وإلغاء كل الضرائب التي فرضت بعد مرسوم 1783, وإعادة ما صادرته السلطات العثمانية من ملكيات وعقارات وأموال النبلاء. كما تقرر تنظيم احتياجات الباب العالي من مواد تموينية من الإمارتين بمقتضى فرمانات وليس بالإجراءات التحكمية القسرية وأن يدفع ثمنها بأسعار السوق الجارية. كما تقرر منع المسلمين من دخول الإمارتين أو الإقامة فيها باستثناء التجار الذين يحملون فراماناً بالدخول. ويضاف إلى هذا أن الأوامر صدرت للخوسبدارية لكي يضعوا في اعتبارهم النصيحة التي يتقدم بها المندوبون الروس لدى الإمارتين في بوخارست. وكان من شأن هذا الإجراء أن يحد من التدخل العثماني في الإمارتين وأن يفتح الباب في الوقت نفسه لزيادة النفوذ الروسي هناك.
وهكذا وبعد عام 1802 تولى الخوسبدارية في الإمارتين يونانيين من الفناريين وهما قسطنطن يبسلانتس ypsilantes, وألكسندر موروزي Moruzi. وعندما تجدد القتال بين الدولة العثمانية وروسيا في 1806 أصبحت الإمارتين ميداناً للمعارك الحربية. ثم موضع مقايضة بين نابليون بونابرت إمبراطور فرنسا وألكسندر الأول قيصر روسيا في صلح تيلست Tilsit عام 1807 وفي صلح إرفورت Erfurt عام 1808 الذي حصلت روسيا بمقتضاه على حق السيطرة على الإمارتين، ولم يحل دون تمتعها بالسيطرة الحقيقية على الإمارتين إلا استمرار خلافاتها مع فرناس. ففي 1812 والاستعدادات قائمة لمواجهة غزو فرنسي متوقع على الإمارتين اضطرت الحكومة الروسية لتوقيع معاهدة بوخارست 1812 تنازلت بمقتضاه عن أراضي الإمارتين للدولة العثمانية فيما عدا الأرض بين نهري الدنيستر وپروث Pruth المعروفة ببساربيا Bessarabia رغم أن الجيوش الروسة ي ظلت باقية في الإمارتين. وكان هذا يعني ضم بساربيا إلى روسيا رغم أن بساربيا تخص مولدوفا لأن سكانها رومانيون أساساً. وكان ضم بساربيا إلى روسيا على هذا النحو صدمة كبيرة للعلاقات الطيبة بين روسيا والإمارتين ف يالمستقبل. وفي أثناء تلك التطورات كان يوان كاراگيا Ioan Caragea خوسبدارية ولاخيا، وسكارلات كاليماخي Scarlat Calimachi خوسبدارية مولدوفا.
ورغم ما سببته الحروب من خراب ودمار، إلا أن هذه الفترة شهدت فرصاً كبيرة وواسعة لتسويق المنتجات الزراعية خارج البلاد. والحاصل أنه بعد أن استعادت روسيا شبه جزيرة القرم من الدولة العثمانية في 1783 بدأ الباب العالي يعتمد بشكل متزايد على إمارتي الدانوب (رومانيا) في إمداد الدولة العثمانية بكافة المواد اللازمة. وهكذا سنحت الفرصة لملاك الأراضي الزراعية في الإمارتين لتحقيق أرباح حقيقية عندما أكدت لهم السلطات العثمانية بأنها سوف تشتري ما تريد من محاصيل وخلافه بسعر السوق. وبدأ أولئك الملاك في إقامة مشروعات صناعية صغيرة في إقطاعياتهم تقوم على الإنتاج الزراعي مثل دباغة الجلود، وتقطير الكحول، وإعداد اللحوم المدخنة. وبناء على إمكانات هذا الثراء سعي الملاك الكبار (البويار) لتوسيع حجم إقطاعياتهم مع ضمان استمرار وجود اليد العاملة لسد احتياجات السوق، وفي الوقت نفسه أبدوا رغبتهم ف يالتخلص من القيود التي تفرضها الحكومة العثمانية على كل نشاط يقومون به.
وفي هذا الخصوص كان ثمة تنظيم لأوضاع الفلاحين حدث أثناء حكم قسطنطين مفروكورداتوس لولايتي ولاخيا ومولدوفا في منتصف القرن الثامن عشر، وكان الفلاح بمقتضاه إنسان متحرر م كل القيود الإقطاعية من الناحية القانوينة ذلك أن حقوقه في الأرض والضرائب المقررة عليه لم تكن قد استقرت بعد. ففي 1774 تقرر أن يقوم الفلاحون بزراعة ثلثي أرض النبيل الإقطاعي (من البويار) سخرة Claca مدة إثنا عشر يوماً متصلة أو متفرقة، ثم تم تقنين أيام العمل وتحديدها حسب نوع العمل المطلوب، أي ما بين 25 يوماً إلى 40 يوماً. وكان من الصعب عملياً فرض هذه القواعد على فلاحين لا يقيمون في مكان واحد وإنما يعيشون في أماكن متناثرة ومتباعدة ويتحركون من مكان إلى آخر، ويعتمدون اعتماداً رئيسياً على تربية الحيونات للتصدير. ولهذا تم استبدال سخرة أيام العمل بمال يدفعه الفلاح. وقد ظل هذا المقابل المادي (العشر) الذي دفعه الفلاح للإقطاعي يمثل المصدر الرئيسي لدخل النبلاء حتى منتصف القرن التاسع عشر. وفي الوقت الذي كان النبلاء فيه لا يدفعون أية ضرائب للحكومة كان الفلاحون يدفعون ضرائب ويخضعون لإلتزامات أخرى كثيرة. ولم يقتصر الأمر على هذا بل إن النبلاء سعوا فيما بعد لمد بساط السخرة وضم مزيد من أراضي الغابات والمراعي لإقطاعياتهم والتي كانت من قبل للمنفعة العامة.
وبالإضافة إلى أراضي النبلاء وإقطاعياتهم الخاصة والتي يزرعها لهم الفلاحون كانت الكنيسة الأرثوذكسية تمتلك خمس مساحة الأراضي الزراعية في الإمارتين تحت تصرف رهبان الأديرة، وخلا فترة حكم اليونانيين الفناريين تمتعت مؤسسات الكنيسة بميزات هائلة ساعدتها على تكوين الثروة وممارسة النفوذ، فلم تكن تخضع لسلطة حكومة مدنية، ولم تكن تدفع ضرائب بدعوى أن الأرباح التي تجنيها تصرف على إعانة رهبان الأماكن المقدسة مثل جبل آثوس Athos وجبل سيناء والضريح المقدس. كما كانت تتمتع برعاية روسية منذ استخدما الجيش الروسي أثناء غزوه المتقطع لأراضي الإمارتين، وكان الفلاحون في تلك المناطق يعانون قسوة الحياة.
ولكن وعلى الرغم من تصادم المصالح بين الفلاحين والنبلاء إلا أنهما كانا يعارضان السيادة العثمانية وسيطرة اليونانيين الفنارينين، فالنبلاء كانوا يعارضون القيود التي فرضتها الحكومة العثمانية على نشاطهم حيث كانوا يتطلعون لإيجاد سوق حرة تماماً لتسويق منتجاتهم، والفلاحون كانوا يعانون من إهمال الحكم العثماني لهم وعدم توفير ضمانات لتطبيق القانون والأمن في مناطق الريف، كما كانوا دوماً ضحية ليس فقط للطبقة الحاكمة بل أيضاً للعصابات المتناحرة وللتخريب الذي تحدثه الجيوش شأن ما كان يحدث الفلاحين في بلاد الصرب. ويضاف إلى هذا أن الحرفيين والتجار وهم يشكلون طبقة صغيرة كانوا غير راضين عن نظام الامتيازات المعمول به في الإمبراطورية العثمانية، إذ رأوا أن الأجانب يتمتعون بامتيازات هائلة في التجارة على أراضيهم ويتمتعون باستثناءات وإعفاءات من دفع الضرائب وسائر القيود التي يقاسي منها فلاحو البلاد. وهكذا وجدنا أن كل القوى الاجتماعية في الإمارتين (رومانيا) منالنبلاء والفلاحين والتجار يرغبون في إحداث تغيير في الحياة السياسية في البلاد.
ولقد إتضحت وجهات نظر تلك القوى ودى تأثيرها أثناء التمرد الذي تزعمه كل من ألكسندر اپشيلانتس، وتيودور فلاديميريشكو وقد سبق أن شرحنا الأسباب التي كانت وراء اختيار الإمارتين مفتتحاً للثورة اليونانية. والحقيقة أن دور فلاديميريشكو كان أكثر تعقيداً فهو ابن لعائلة ولاشية من الفلاحين الأحرار تزعم حركة تمتعت بتوافق اجتماعي قوي، وكانت تعبر عن رغبة الفاحين في التخلص من السخرة وسائر الالتزامات القهرية الأخرى، وهاجم في خطابه السياسي الامتيازات التي يتمتع بها النبلاء.
في مارس 1821 كما رأينا دخل إيشيلانتيس مولدوفا ومعه عصبة من اليونانيين وسرعان ما تبين صعوبة التعاون بين اليونانيين والرومانيين من أي طبقة اجتماعية، ذلك أن اليونانيين أقدموا على ذبح التجرا الأتراك في مدينتي ياشي Iaşi وجلاطة ثم تصرفوا بشكل عام في مولدوفا بأسلوب أثار شعور العداء للفناريين اليونانيين. وكان هذا من شأنه أن جعل الأمر ف يالنهاية بيد الروس. وهنا نلاحظ أن رابطة فيليكه هتايريا Philike Hetairia كانت حرة في تقديم المساعدة الروسية، في الوقت الذي لم يكن من حق الجيش العثماني دخول أراضي الإمارتين دون موافقة الدول الثلاث الحامية. ولهذا كان الثوار يأملون في إيجاد موقف في المنطقة يعجز الباب العالي عن التعامل معه، ويضطر روسيا للتدخل مثلما كانت النمسا تتصرف في الأراضي الإيطالية بموافقة دول الحلف المقدس.
ولكن روسيا رفضت التحرك بل لقد وافقت على دخول القوات العثمانية أراضي الإمارتين فكان هذا بمثابة إعلان ليس فقط عن هلاك الثورة بل عن أن التعاون اليواني-الروماني أصبح أكثر توتراً. ورغم أن فلاديميريشكو تعاون في البداية مع إبشيلانتيس، إلا أن هزيمة الحركة جعلته يتصل بالباب العالي طلباً للتفاوض، وفي القوت نفسه زاد شعور عداء للنبلاء الرومانيين لليونانيين. وفي أثناء تفاوض الرومانيين مع مندوبي الباب اعالي ركز فلاديميريشكو والنبلاء القول على أن غضبهم ليس موجهاً ضد السيادة العثمانية بل ضد حكم الفناريين، وهي أقوال تشابهت مع الحجج التي كان يبديها زعماء لصرب طوال الفترة من 1790-1805 عندما كانوا يعلنون أنهم يهاجمون حكم الانكشارية وليس حكم السلطان بشكل مباشر. وعندما علم إبشيلانتيس بتصرفات فلاديميريشكو في التفاوض مع العثمانيين قام بتحريض أتباعه على اختطافه وتم إعدامه بتهمة الخيانة وانتهى الأمر العثمانيين قام بتحريض أتباعه على اختطافه وتم إعدامه بتهمة الخيانة وانتهى الأمر بانضمام بعض قواته إلى إبشيلانتيس وانصرف البعض الآخر إلى بيوتهم تاركين الميدان.
وبعد القضاء على التمرد والتخلص من فاديميريشكو وتصفية قواته أصبح بإمكان نبلاء رومانيا التفاوض مع الحكومة العثمانية بدعم من روسيا للحصول على مكاسب سياسة أفضل لبلادهم. ورغم أ، الانتفاضة تسببت في خسائر اقتصادية حقيقية في البلاد وأدت إلى احتلال عثماني لمدة ستة عشر شهراً، إلا أنه تحققت أهداف سياسية مهمة لعل أهمها قاطبة انتهاء حكم اليونانيين الفناريين الطويل للإمارتين، ففي 1822 تم تعيين جريجوري غيكا Ghica حاكماً على ولاخيا، ويونيتا ستوردزا Ionita Sturdza حاكماً على مولدوفا وهما من الرومانيين أهل البلاد، وحل النبلاء الرومانيون محل أولئك اليونانيين في مختلف هيئات الحكم والدواوين (الإدارات). ورغم أن عائلات من أصول يونانية ظلت أصحاب نفوذ في شؤون البلاد، إلا أن الثورة أنهت التقوق اليوناني الذي كان سائداً في حكم الإمارتين من قبل.
على أن استمرار أزمة اليونانيين مع قيام انتفاضة في شبه جزيرة المورة كان من شأنه إحداث تغييرات سياسية حاسمة في الإمارتين وبمقتضى مؤتمر آكرمان Akerman في أكتوبر 1826 تدعمت حقوق الرومانيين ضد السيادة العثمانية وكذا حقوق روسيا في التدخل فضلاً عما تقرر في المؤتمر بشأن الصرب، وأصبح من المتعين أن اختيار الخوسبدارية (حكام الإمارتين) وعزلهم يكون بمعرفة دواوين النبلاء ولمدة سبع سنوات وبموافقة روسيا والدولة العثمانية. كما قرر المؤتمر أن يقوم النبلاء في كل من ولاشيا ومولدوفا بإصدار القانون التنظيمي اللازم لشؤون الحكم والإدارة في الإمارتين.
ولقد أكدت معاهدة آدريانوبل في 1829 التي أعقبت الحرب الروسية-العثمانية على نصوص معاهدة آكرمان ووسعت من أفاقها، إذ تقرر أن يعين الخوسبدارية في مناصبهم مدى الحياة، وأن تخلي القوات العثمانية القلاع القائمة على الضفة اليسرى من الدانوب، وأن يخرج الرعايا العثمانيون من البلاد في خلال ثمانية عشر سهراً بعد أن يبيعوا ما بحوزتهم من أراضي لأهالي البلاد الأصليين (إمارتا الدانوب). كما تم تنظيم مسألة الجزية المقررة بشكل نهائي حيث تقرر ألا تدفع عيناً وإنما تدفع نقداً وفي 1834 تحددت قيمتها بثلاثة مليون قرشاً. كما تخلت الدولة العثمانية عن حق الشفعة الذي كانت تتمسك به في شراء محاصيل الإمارتين من الحبوب والماشية الأغنام. كما تقرر تكوين ميلشية رومانية، وأخيراً كررت المعاهدة ما سبق أن أكدت عليه المعاهدة آكرمان من حيث ضرورة إصدار قانون تنظيم إداري للبلاد.
ويلاحظ أيضاً أن معاهدة آدريانوبل أكملت عملية كانت قد بدأت مع معاهدة كوتشك قينارجي تتعلق بالسيادة العثمانية على البلاد، إذ تقرر أن تكون السيادة على الإمارتني اسمية على حين زاد نفوذ روسيا في المقابل. وأكثر من هذا فقد ضمنت روسيا بمقتضى المعاهدة دلتا نهر الدانوب مما جعلها تتمكن من مراقبة النهر إستراتيجياً، واحتفظت بقوتها العسكرية في كل أراضي الإمارتين حتى يتم دفع تعويضات الحرب مع العثمانيين. كما شرعت روسيا في تنظيم الحياة السياسة في الإمارتين من واقع إدراكها الكامل لوضعها الجديد.
ومن حسن حظ الرومانيين (أهالي الإمارتين) أن المسئول الروسي عن إدارة أحوالهم كان الكونت بول كيزليف Kiselev الذي برهن خلال مدة وجوده من 1829-1834 على أنه رجل دولة من الطراز الأول، إذ يرجع له الفضل في إجراء التغييرات التي حدثت، فقد وضع في اعتباره أولاً الزمات الناتجة عن فترة الحروي وكذا المشكلات الصحية القائمة بما فيها التعامل مع طاعون الكوليرا وإعادة تأسيس الحجر الصحي في الدانوب. وكان أكبر إنجاز حققه إشرافه على وضع الدستور فعندما وصل إلى البلاد كانت لجان وضع الدستور تعمل تنفيذاً لنصوص معاهدتي أكرمان وأدريانوبل. وكانت اللجنة في كل إمارة تتكون من أربعة نبلاء (بويار) اثنان منهم إختارهم الديوان، واثنان إختارتهما الحكومة الروسية. وبعد انتهاء من وضع مسودة الدستور تم إرسالها إلى روسيا وهناك تولت مراجعتها لجنة أخرى برئاسة الأمير داشكوف Dashkov وبعدها أرسلت كافة الأوراق إلى الباب العالي الذي أعادها بدوره إلى ديوان الحكم في الإمارتين وبناء على ذلك صدر دستور ولاشيا في 1830 ودستور مولدوفا في 1832.
على أن دستور الولايتين كانا يتشابهان ويتوازيان في كثير من المواد ويمثلان خطوة للأمام تجاه قيام وحدة سياسية بينهما. لكنهما لم يكونا دساتير سياسية بالمعنى الاصطلاحي بل كانا أقرب إلى صياغة تنظيم إداري طويل المدى، إذ كانت موادهما تغطي كل ملامح الحياة القومية ابتداء من تنظيم السلطات التنفيذية والتشريعية والقضائية للحكومة وانتهاء بالتفاصيل الصغيرة التي تتعلق بالشؤون الصحية العامة والإدارات المحلية. وبشكل عام كانت نصوصهما جملة وتفصيلاً لصالح طبقة من النبلاء (البويار), إذ أصبحت القوة في الإمارة في يد مجموعة من الملاك على حساب السلطة التنفيذية مثلما جاء في دستور الصرب عام 1838, ومرة أخرى يخرج الفلاحون من المشاركة في الحكم بشكل مباشر. ومثلما حدث في الصرب واليونان كان أسلوب الإدارة في الإمارتين مركزياً يعطي الحكومة سلطة مراقبة الشؤون المحلية الني يقوم بها مسئولون في المديريات والمراكز عينتهم الحكومة المركزية في مناصبهم.
ومن الناحية النظرية كانت سلطة الحكم موزعة، فالسلطة التنفيذية في يد الخوسبودار الذي يتم اختياره من بين كبار النبلاء مدى الحياة وتنتخبه جمعية خاصة تتكون من 150 عضواً منهم 123 نبيلاً، و27 عضواً يمثلون التجار والطبقة الوسطى ولا يوجد فيها من يمثل الفلاحين. والسلطة التشريعية في يد جمعية من 49 نبيلاً يتم انتخابهم بمقتضى حق التصويت العام فتمكنوا من السيطرة على الأمور وضبطها لصالحهم. وطبقاً لهذا النظام فليس للخوسبدار إلا حق الاعتراض (الفيتو) على قرارات الجمعية أو تأجيل انعقادها وليس حلها وبموافقة روسيا والباب العالي، ولها أيضاً حق الاعتراض على الميزانية ولكن ليس من حقها عزل الخوسبودار ولكن يمكن لها بالاتفاق مع الأمير الحاكم مناشدة روسيا عزله. على أن هذا الأسلوب الذي من شأنه أن يسمح للسلطتين التنفيذية والتشريعية أن تعرقل كل منهما الأخرى أعطى الحكومة الروسية فرصة غير محدودة للتدخل في شؤون الإمارتين.
وفي ضوء هذا الأسلوب السياسي الذي يتمشى مع مصالح النبلاء إتجهت أنظارهم للحصول على امتيازات أكثر تضمن مصالحهم الاقتصادية، فأصبحت الفرصة متاحة أمامهم لتقوية سيطرتهم على الفلاحين فضلاً عن استثنائهم من دفع الضرائب. وبمقتضى الدستور أصبح النبيل يعرف لأول مرة ب«مالك الأرض», وأصبح للفلاح حق المشاركة في ثلثي الأرض (ارض الإقليم التي أصبحت باسم النبيل) مقابل دفع الضرائب المقررة، والتزامه بأيام العمل المفروضة عليه في أرض النبيل سخرة وقدرها 12 يوماً في السنة ولو أنها بلغت فعلياً 36 يوماً في ولاشيا وضعفها في مولدوفا. وكان هذا يعني أن الفلاح في ولاشيا مدين بعمل 52 يوماً سخرة ودفع ما عليه من إيجار نقداً، والفلاح في مولدوفا ملتزم بالعمل 84 يوماً. وعلى الرغم من أن الفلاح لم يكن من الناحية النظرية مرتبطاً بالأرض ولا يبرحها إلا بإذن النبيل شأن نظام القنانة في أوروبا العصور الوسطى، إلا أنه كان يتعين عليه إذا أراد ترك الأرض أن يبلغ النبيل برغبته قبل الموعد بستة أشهر، وأن يدفع ما عليه من ضرائب قبل المغادرة. ومع هذا ينبغي الإشارة إلى أنه كان من الصعوبة بمكان فرض التزام أيام العمل المقررة على الفلاح بدقة خلال العقود الأولى من القرن التاسع عشر. ولكن يلاحظ بشكل عام أن مقاطعات مولدوفا كانت تدار بواسطة النبلاء مباشرة المقيمون في المكان، وأما في ولاشيا فكان كثير من الملاك يفضلون الحياة في بوخارست ويؤجرون ضياعهم للغير أو يزرعونها بطريقة المشاركة.
عل كل حال.. لقد أفاد مالك الأرض من إلغاء العمل بحق الشفعة العثماني الذي تقرر دستورياً، ومن زيادة طلب بلاد أوروبا على المحاصيل الزراعية مما أدى إلى حدوث توسع هائل في الزراعة في الإمارتين وخاصة بعد حرب القرم، إذ بدأ الانتفاع بمساحات كبيرة من الأرض، وارتفعت الإيجارات بشكل حاد، وجرت محاولات لتحسين أساليب العمل الزراعي. ولكن ترتب على هذه التغيرات زيادة في إنتاج الحبوب ونقص نسبي في الثروة الحيوانية مثلما حدث في الصرب، مما أدى في النهاية إلى سوء حالة الفلاح وخاصة في نظامه الغذائي.
وفي هذا الخصوص تجدر الإشارة إلى أن دستور الإمارتين (ولاشيا ومولدوفا) سبق دستور الصرب (1838), ودستور اليونان (1844, 1864), وكانت نصوصهما انعكاس لأركان الفكر الدستوري في أوروبا الغربية آنذاك من حيث وقوع المؤسسات الحكومية في أيدي أصحاب الثروة والمال مما ترتب عليه إضعاف السلطة التنفيذية المركزية، وإبعاد غالبية الشعب عن المشاركة الساسية، وهو نفس ما حدث في إنجلترا بمقتضى قانون الإصلاح عام 1832 وفي ملكية يوليو في فرنسا، في الوقت الذي ظلت فيه روسيا وهي القوة الراعية للإمارتين تخضع لنظام حكم الملكية المطلقة.
كان من المتعين أن تكون مواد الدستور في كل من الإمارتين التي استهدفت بناء حكومة قومية طبيعية خطوة متقدمة على طريق تحقيق الاستقلال القومي، لكن الذي حدث أ، هذه المواد كانت علامة على بداية فترة من زيادة تدخل روسيا في شؤون الإمارتين ففي 1834 وبمقتضى معاهدة سانت بطرسبرج نجحت روسيا والباب العالي في تسوية مسائل الحرب بينهما شملت جلاء القوات الروسية، واختيار ألكسندر غيكا خوسبودار جديد لولاشيا ومايكل ستوردزا خوسبودار لمولدوفا. ورغم أ، الدستور نص على أن يكون التعيين في الوظائف العليا مدى الحياة إلا أن القوى الدولية وافقت على أن تتولى الدفعة الأولى من الأمراء مناصبهم لمدة سبع سنوات فقط. وسرعان ما اتضح في السنوات التالية أن البلاد أصبحت أما ثلاث مراكز قوة كل منها منفصل عن الخرى وتتصارع معها وهي: الخوسبدارية، والجمعية التشريعية، والقنصلية الروسية، ذلك أن الدستور والمعاهد الروسية-العثمانية سمحت بتآمر لا حدود له بمعرفة الأمير الحاكم في الوقت الذي كانت فيه القوى الدولية الحامية والجمعية التشريعية ضد الخوسبدار، وأكثر من هذا أن فترة الحماية الروسية للإمارتين حتى 1856 شهدت من جديد كثير من الملامح السيئة التي كانت سائدة في فترة سيطرة الفناريين اليونانيين.
على أن النبلاء كانوا راضين بشكل عام عن هذا الموقف السياسي أساساً خاصة أن بعض كبارهم أثبتوا تشيعهم بقوة لروسيا التي ضمنت حمايتها وجود حكومة محافظة من شأنها تأمين ميزاتهم الاقتصادية والأجتماعية والسياسية. وفي هذا الخصوص ينبغي أن نتذكر أن الحكم في الإمارتين لم يكن أمامه بديلاً إلا التعاون مع روسيا، وذلك في ضوء توقيع روسيا في عام 1833 معاهدة خونكار اسكلسي مع الباب العالي جعلت الدولة العثمانية في وضع هامشي، ثم توقيع معاهدة مونشن‌گراتس Munchengratz في 1834 مع النمسا جاءت علامة على تجديد التعاون بين هاتين الدولتين المحافظتين تجاه المنطقة. وعلى هذا لم يكن في وسع الإمارتين التطلع لمساعدة خارجية لمقاومة التدخل الروسي وفي الوقت نفسه لم يكن باستطاعة إنجلترا وفرنسا تقديم مساعدة إيجابية للإمارتين واكتفتا بحياكة المؤامرات في بوخارست وياصي ضد روسيا.
ومن الملاحظ أن شؤون الإمارتين في فترة الحماية الروسية كانت تجري في سهولة ويسر في مولدوفا أكثر منها في ولاشيا. ففي مولدوفا أثبت مايكل ستوردزا (الخوسبدار) أنه حاكم قوي وجرئ رغم أنه كان فاسداً وكثيراً ما كان يتغاضى عن حالات السرقة والرشوة، كما كان قادراً على التعامل مع قناصل روسيا وخاصة مع بيزاك Besak, ثم مع كوتسبو Kotsebu رغم حدوث بعض المضايقات. ولما كان قد وضع في اعتباره إصلاح البلاد طبقاً للدستور فقد طرأ تحسن ملحوظ على حالة الطرق والبريد والتعليم بصفة خاصة، فكان من الطبيعي والحال كذلك أن يواجه معارضة نبلاء الإمارة لكنه كان قادراً على السيطرة على الأمور بما كان يملكه من خبرات في المناورات السياسية.
أما الموقف في ولاشيا فكان أكثر صعوبة من مولدوفا ذلك أن حاكمها الخوسبدار ألكسندر غيكا لم يكن يواجه معارضة نبلاء الإمارة فحسب بل لقد اصطدام مع القنصل الروسي في إمارته، ففي 1837 طلب القنصل ريكمان Rikman أن تقبل جمعية الإمارة وضع مادة إضافية للدستور تقضي بألا يحدث تغيير في مواد الدستور دون موافقة روسيا والدولة العثمانية، وقد برر هذا الطلب بقوله إن المادة المقترحة قد سقطت سهواً من المسودة الأصلية للدستور. ولما كانت هذه المادة تمثل ضربة قاصمة للحكم الذاتي للإمارة فقد رفضت الجكعية الموافقة عليها. كما أن الجمعية التالية التي تكونت بعد حل الأولى لم تعارض فقط المادة المقترحة بل وقفت موقفاً عدائياً وقوياً ضد الخوسبدار وطلبت من الباب العالي وروسيا التدخل، وعلى الفور أوفدت الدولتان بعثات للتحقق من الأمور، وانتهى الأمر بعزل غيكا في 1842. وفي ديسمبر من العام نفسه اجتمعت جمعية تشريعية خاصة تكونت طبقاً للدستور واختارت جورج بايبيشكو Bibescu خوسبدار بأغلبية الأصوات فكان أول خوسبدار ينتخب بهذه الطريقة.
ولقد واجه الحاكم الجديد (الخوسبدار بابيشكو) المشكلات نفسها التي واجهت سلفه من قبل من حيث الضغط الروسي ومؤمرات النبلاء التي لم تنقطع. وعندما اجتمعت الجمعية التشريعية وكانت تضم أغلبية معادية له بادر بحلها فوراً، وعندما اجتمعت مرة أخرى في 1844 وقعتأزمة كبيرة مع روسيا وخلاصتها أن ألكسندر تراندافيلوڤ Trandafilov وهو مهندس روسي يمثل شركة مناجم روسية طلب إذناً لإجراء مسح للبلاد بحثاً عن المناجم وبحيث يكون من حق الشركة استغلال المناجم التي يتم كشفها لمدة 12 سنة مقابل دفع تعويضات للحكومة ولملاك الأراضي التي يتم اكتشاف المناجم بها. ولقد وافق الخوسبدار وديوانه على العرض المقدم من المهندس لكن الجمعية رفضته ولهذا تم حلها فوراً ورفض المشروع كله. وفي 1847 انتخبت جمعية جديدة بأغلبية في صف الحاكم لكن مؤمرات ضده لم تنقطع وكذا توجيه الإتهامات المتنوعة لعل أبرزها أنه يوالي روسيا كل الولاء فضلاً عن أن معارضة قناصل روسيا وفرنسا وإنجلترا الدائمة له جعلت حياته صعبة وسمعته سيئة في كل من بوخارست وبلغراد وأثينا.
غير أن بايبيشكو نجح مثلما فعل ستوردزا قبله في تحسين الأحوال العامة في الأقليم رغم نقص الأموال اللازمة، فقد تم تحسين وسائل المواصلات، وتنظيم المدارس الابتدائية والثانوية، وإقامة مسرح في بوخارست، وإنشاء حديقة عامة محل المستنقع الكبير في وسط العاصمة. كما أصدر تشريعين على جانب كبير من الأهمية ففي 1847 صدر قانون بتطبيع العلاقات مع ولاشيا وبمقضاه أصبح من السهولة بمكان لأي مولدافي أن يحصل على جنسية ولاشيا. وفي العام نفسه تأسس اتحاد جمركي بين الإمارتين، وكانت الوحدة الاقتصادية هي الخطوة الصحيحية الكبيرة تجاه الوحدة السياسية وقد مهد لها بالقوانين التي سبق ذكرها.
والحق أن الحماية الروسية على الإمارتين كانت الفترة التي شهدت نمو المشاعر القومية الرومانية بدرجة عالية وخاصة بين المتعلمين والشرائح الممتازة في المجتمع. وفي هذا الخصوص تكونت جمعيات وطنية لتنمية تلك المشاعر انعكست بدورها على برامج التعليم. ولما كان التدخل الروسي في شؤون الرومانيين أكثر وضوحاً بدرجة أكبر من أية إجراءات إتخذتها الدولة العثمانية فقد أصبحت الحماية الروسية هدفاً رئيسياً لهجوم الحركة القومية التي تولى زمامها في المستقبل الشباب من أبناء النبلاء الذين تم إيفادهم لجامعات أوروبا وخاصة باريس لإستكمال تعليمهم.
وابتداء من أربعينات القرن التاسع عشر بدات أعداد كبيرة من الشباب الروماني الذين يتعلمون في باريس تتزايد يوماً بعد يوم ويشكلون مجموعات متنوعة وقد جذبتهم محاضرات مفكرين أمثال/ ألفونس دي لامارتين، وجول ميشيليه، وإدگار كينيه وغيرهم من أنصار الفكر القومي. ولقد فضل أغلبية هؤلاء الشبان الالتحاق بالكوليج دي فرانس حيث لا توجد درجات علمية ولا توجد امتحانات، ومن ثم أصبحت الفرصة متاحة لهم لتكريس معظم نشاطهم للدعاية القومية الرومانية لبلادهم وتكوين جمعيات لهذا الشأن تعقد اجتماعات بين آن وآخر بشأ، موضوع القومية. ورغم عدم وجود هدف سياسي محدد يجتمعون حوله، إلا أنهم يشتكرون في أفكار معينة تدعو – وهذا له أهمية كبرى – إلى توحيد البلاد الرومانية (إمارتا الدانوب) في دولة واحدة مستقلة، كما نادوا بحكومة دستورة ووضع برنامج للحقوق المدنية. ولكن لسوء الحظ فإن كثيراً من البرنامج الليبرالي الذي نادى به أولئك الشباب مثل المساواة بين الطبقات في فرض الضرائب وأما القانون، وإقامة حكومة نيابية حقيقية كان من شأنها أن تقوض دعائم المؤسسات السياسية والاقتصادية للطبقة الاجتماعية لهؤلاء الشباب التي تحكم في الإمارتين. وأكثر من هذا فإن أولئك الشباب بأصولهم الاجتماعية وتعلمهم في فرنسا لم يكن لديهم فرصة لمعرفة الفلاح وفهم مشكلاته، كما كانت تنقصهم الرؤية المستقبلية، بل إن كلمة «الشعب» في تفكيرهم عبارة عن تصور مجرد تعرفوا عليه من خلال الكتب. ومن المفارقات الجديرة بالاعتبار أن زعامة الحركة القومية في الإمارتين حتى نهاية القرن التاسع عشر جاءت من بين هؤلاء الطلاب حيث برزت منهم أسماء مهمة في مقدمتها ألكسندر كوزا Cuza, ونيقولا جوليشكو Golescu, ورادو جوليشكو، وروزتي C. A. Rosetti, وإيون براشيانو Ion Bratianu, وشقيقه ديمترو، ونيقولا بالشيسكو Balcescu. أما المؤرخ ميشيل كوگالينشانو Kogalniceanu المولدافي الذي تعلم في برلين فقد كانت له مرتبة سياسية تناظر مكانة أولئك الذين درسوا في باريس.

## حرب استقلال رومانيا والمملكة الرومانية

التغيرات التي طرقت على خارطة رومانيا 1859-2010

في عام 1866 تم استبدال أيوان أليكساندرو كوزا ب كارول الأول من قبل (Karl of Hohenzollern-Sigmaringen). أثناء الحرب الروسية العثمانية حاربت رومانيا مع الجانب الروسي.

## رومانيا الشيوعية
بتاريخ 30 ديسمبر 1947 أعلنت الجمهورية الشعبية الرومانية.
في بداية عام 1960 بدأت الحكومة الرومانية الشيوعية بتأكيد استقلالها عن الإتحاد السوفيتي نوعا ما.
أصبح نيكولاي تشاوشيسكو رئيس الحزب الشيوعي الروماني عام 1965 ورئيس للدولة عام 1967.

## رومانيا ما بعد 1989
الانتخابات الرئاسية والبرلمانية كانت بتاريخ 20 مايو 1990. وكانت ما بين الحزب الوطني الفلاحي، الحزب الوطني الليبرالي وإيون إيليسكو. والذي ربح 85% من الأصوات آنذاك.
عندها كان البرلمان مكون بنسبة كبيرة من أعضاء شيوعين، وقاموا ضد الشيوعيين بتنظيم تظاهرات في ساحة الجامعة في بوخارست وذلك في أبريل عام 1990.